# Meteorologiåret 1931

## Händelser

### Februari
- 1 februari – En värmebölja härjar i Minnesota, USA [1].

### April
- 9 april – Flera sandstormar härjar i Saint Paul i Minnesota, USA [2].
- 12 april – Juli-lika temperaturer råder i Beardsley i västcentrala Minnesota, USA [2].

### Maj
- 21 maj - 93,0 millimeter nederbörd faller över Öxabäck, Sverige vilket innebär nytt svenskt dygnsnederbördsrekord för månaden [3].

### Juni
- 24 juni – Sverige upplever en mycket kall midsommar [4].

### Juli
- 9 juli - Södra Sverige drabbas av en orkan, som fäller 1,3 miljoner träd i Kalmar län [5].

### Augusti
- 12 augusti - Floden Yangtze i Kina svämmar över och 23 miljoner människor evakueras från sina hem [6].

### Oktober
- 27 oktober – Stormar slår till mot Duluthområdet i Minnesota, USA [7].

### November
- November- Norska Bjørnøya och Svalbards flygplats upplever sin varmaste novembermånad någonsin med medeltemperaturer på 1,2 °C och –1,6 °C [8].
- 16 november – En tornado härjar i Minnesota, USA [9].

### December
- 25 december - En kallfront med åska och hagel passerar Stockholm, Sverige på juldagen [10].

## Födda
- 24 februari – Dick Goddard, amerikansk meteorolog.
- 2 mars – Stig Ahlgren, svensk meteorolog och väderpresentatör.
- 21 september – Syukuro Manabe, japansk meteorolog och klimatolog.

## Avlidna
- 23 december – Wilson Bentley, amerikansk meteorolog och fotograf.

### Fotnoter
1. ↑  ”Arkiverade kopian”. Arkiverad från originalet den 26 juli 2010. https://web.archive.org/web/20100726102650/http://www.climate.umn.edu/pdf/day_in_weather_history/february_wx_history.pdf. Läst 16 februari 2011.
2. 1 2  ”Arkiverade kopian”. Arkiverad från originalet den 16 juli 2010. https://web.archive.org/web/20100716104244/http://www.climate.umn.edu/pdf/day_in_weather_history/april_wx_history.pdf. Läst 16 februari 2011.
3. ↑  SMHI Arkiverad 26 augusti 2010 hämtat från the Wayback Machine.
4. ↑  SMHI
5. ↑  Faktakalendern 2006, Semic, 2005
6. ↑  20:e århundrades När Var Hur - 1931, Bernt Himmelstedt, Forum, 1999
7. ↑  ”Arkiverade kopian”. Arkiverad från originalet den 26 juli 2010. https://web.archive.org/web/20100726102332/http://www.climate.umn.edu/pdf/day_in_weather_history/october_wx_history.pdf. Läst 16 februari 2011.
8. ↑  MET
9. ↑  ”Arkiverade kopian”. Arkiverad från originalet den 16 juli 2010. https://web.archive.org/web/20100716104924/http://www.climate.umn.edu/pdf/day_in_weather_history/november_wx_history.pdf. Läst 16 februari 2011.
10. ↑  John Pohlmans blogg 23 december 2010 - Julhelger, en tillbakablick Arkiverad 26 december 2010 hämtat från the Wayback Machine.